# Elite Systems
Elite Systems — британская компания, занимающаяся разработкой и изданием компьютерных и мобильных игр. Была создана в 1984 году и поначалу носила название Richard Wilcox Software, но в том же году сменила его на современное.

## Игры
- Kokotoni Wilf (1984)
- Commando (1985)
- 1942 (1986)
- Bomb Jack (1986)
- Paperboy (1986)
- Bomb Jack II (1987)
- Ikari Warriors (1988)
- Dragon's Lair (1990)
- Test Drive Off-Road (1997)
- Ford Racing 2001 (2000)
- R-Type (2007)
- Manic Miner (2010)
- Head Over Heels (2012)